# Leonberg Lobsters
Die Leonberg Lobsters waren zwischen 1990 und 1999 ein Baseball- und Softball-Verein aus Leonberg.

## Gründung
Nach einer US Reise zurückgekommen, begeisterte ein Leonberger seine ehemaligen Schulfreunde vom Baseball-Sport, die sich daraufhin regelmäßig auf dem alten Leonberger Golfplatz zum Training trafen.
Nachdem sie einige Freundschaftsspiele mit anderen Vereinen organisiert hatten, diese auch erfolgreich bestritten, kam es zur Vereinsgründung am 21. September 1990.

## Baseball
Die erste Mannschaft der Lobsters stieg durch alle Ligen des Baden-Württembergischen Baseballverbands (BWBSV) und spielte schon 4 Jahre nach Vereinsgründung in der 1. Baseball-Bundesliga Süd. Dies sogar so erfolgreich, dass sie an den Play-offs teilnahmen und einen sensationellen 3. Platz erzielten.
Für die Folgesaison 1995 wurden weitere Talente eingekauft, jedoch hatte der Mix aus Amateuren und Profis das ursprüngliche Gefüge durcheinander gebracht. Leistungsträger wandten sich ab, andere konzentrierten sich auf Studium und Beruf. Zukünftig traten die Lobsters mit einem neu zusammengesetzten Team mit ehemaligen Spielern der 1. und 2. Mannschaft sowie Juniorenspielern an. Jedoch konnte nicht mehr an der Erfolg angeknüpft werden. So stiegen die Lobsters sukzessive ab und traten letztendlich 1999 den Sindelfingen Squirrels bei.

## Softball
Die Lady Lobsters waren ähnlich erfolgreich wie die 1. Mannschaft und spielten bereits in ihrer ersten Saison in der Bundesliga.

## Größte Erfolge
- Aufstieg in die 1. Baseball-Bundesliga (1994)
- 3. Platz in den Play-Offs der 1. Baseball-Bundesliga
- Baden-Württembergischer Baseball Pokalsieger (1995)
- 3. Platz beim Baseball-Pokal des DBV (1995, 1996)[2]